# Toyota Mega Cruiser
Тойота Мега Крузер (англ. Toyota Mega Cruiser) — надміцний чотиридверний позашляховик, побудований компанією «Тойота» в 1995 році.

## Опис

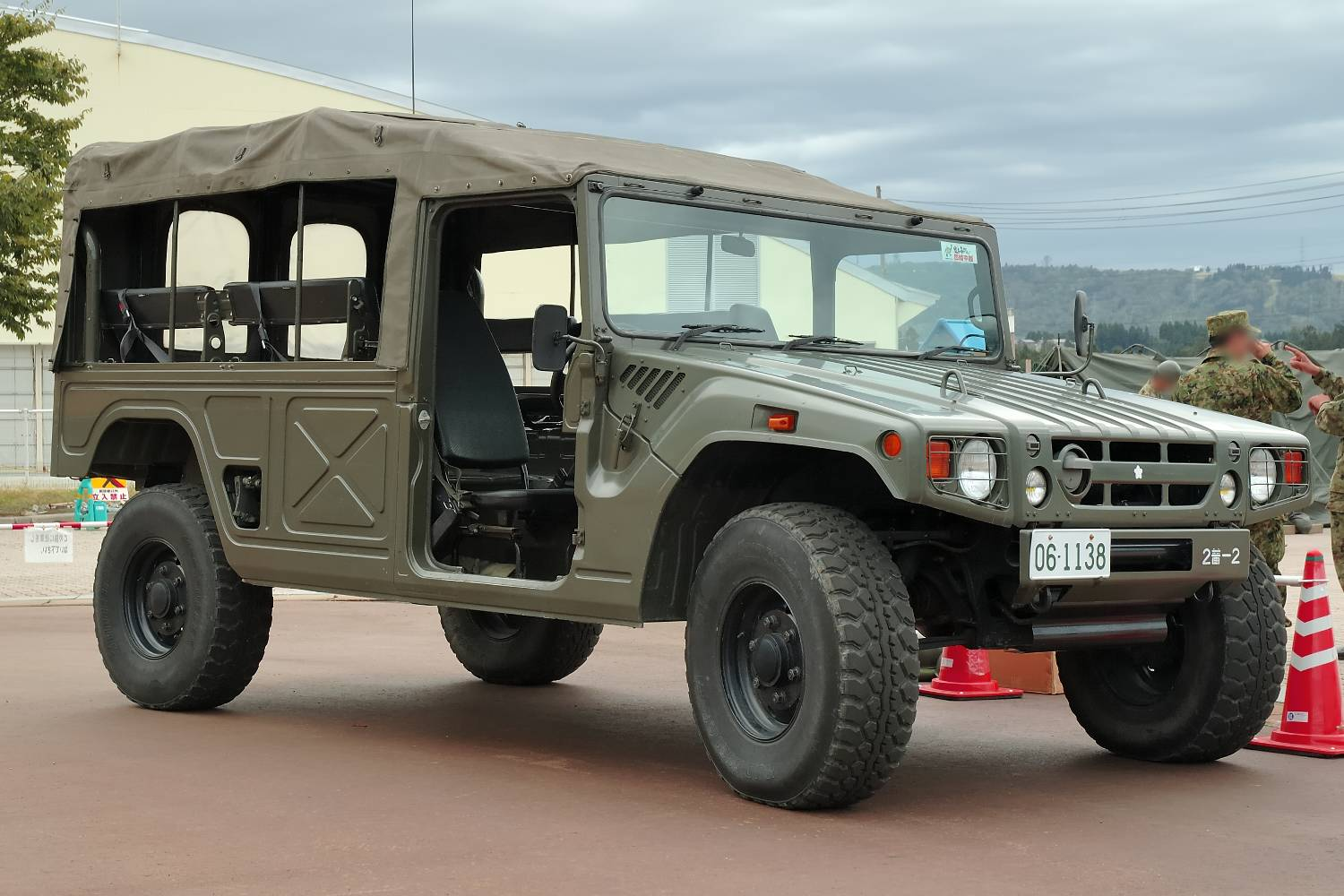
Toyota Mega Cruiser BXD10

Це найбільший позашляховик, коли-небудь створений «Тойота». Як і американський «Гамві» («Гаммер»), цей автомобіль був розроблений насамперед для військових цілей — перевезення особового складу підрозділів, транспортування поранених, патрулювання важкодоступних місць, а також як база для установки польової артилерії і невеликих систем протиповітряної оборони.

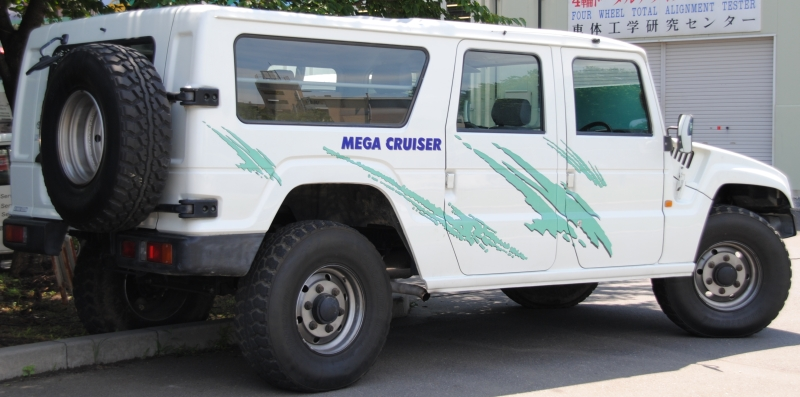
Toyota Mega Cruiser BXD20

Mega Cruiser використовувався також поліцією і пожежними підрозділами та обмежена кількість цих транспортних засобів була продана приватним особам виключно на внутрішньому ринку Японії. Таким чином виробник прагнув перевірити можливість масового виробництва подібних автомобілів, але в комерційному плані цей проєкт виявився невдалим.
Основа автомобіля — лонжеронна рама сходового типу, центральна частина якої зміщена вгору. На позашляховик установлено багато елементів, які використовувалися на ранніх транспортних засобах компанії «Тойота». Турбодизель 4,1 л Р4 15B-FTE потужністю 153 к.с. при 3200 об/хв крутним моментом 382 Нм при 1800 об/хв застосовувався на вантажівках корпорації, 4-ступінчаста автоматична коробка передач — на моделі Toyota Land Cruiser 80, на цивільних версіях Toyota Mega Cruiser встановлено рульове колесо від Toyota Carina, а стельовий плафон — від Toyota Corolla.
Підвіска всіх коліс незалежна двохважільна торсіонна, задня підвіска незалежна з портальними мостами. Привід постійний повний з можливістю блокування диференціалів. У військових версіях є система дистанційного зміни тиску в шинах задніх коліс. Радіус розвороту транспортного засобу — 5,6 метра.
У цивільної версії Toyota Mega Cruiser розробники подбали про комфорт в салоні. У шестимісній машині є не тільки двозонний кондиціонер і електросклопідйомники, але і аудіосистема з CD-чейнджером на шість дисків.

## Модифікація
- Toyota BXD10 — військова версія.
- Toyota BXD20 — цивільна версія.